# Негату (Ганіла)
Не́гату (ест. Nehatu küla) — село в Естонії, у волості Ганіла повіту Ляенемаа.

## Населення
Чисельність населення на 31 грудня 2011 року становила 28 осіб.